# Microsoft Office 97
Microsoft Office 97 – główne wydanie pakietu Microsoft Office, zawiera setki nowych funkcji i ulepszeń w stosunku do swojego poprzednika, Microsoft Office 95. Pakiet Office 97 wprowadził „Paski poleceń”. Zawierał także systemy języka naturalnego i Zaawansowane sprawdzanie pisowni. Wydany na płycie CD-ROM, a także zestawie 44 dyskietek 3½ cala. Wydany 19 listopada 1996, działa w systemach: Windows NT 3.51 SP5, Windows 95, Windows NT 4.0 SP2, Windows 98, Windows 2000 i Windows Me. Jest to ostatnia wersja obsługująca system Windows NT 3.51, pakiet Office 2000 wymaga systemu Windows 95, Windows NT 4.0 SP3 lub nowszego. Dla Office 97 wydano dwa dodatki Service Release (SR-1 i SR-2). SR-2 rozwiązał problem roku 2000.
Office 97 to pierwsza wersja pakietu Office z tzw. Asystentem, funkcja zaprojektowaną, aby pomóc użytkownikom poprzez interaktywną animowaną postać, która jest powiązana z treścią pomocy pakietu Office. Domyślnym asystentem był „Clippit”, nazywany „Clippy”, Spinaczem. Asystent pakietu Office był dostępny w: Office 2000, Office XP (domyślnie ukryty) i 2003 (domyślnie nieinstalowany), zanim został całkowicie usunięty w Office 2007.
Office 97 to także pierwszy produkt firmy Microsoft, który zawiera aktywację produktu. Wymagały tego brazylijskie wersje pakietu Office 97 Small Business Edition i Publisher 98.
Wsparcie pomocy technicznej i aktualizacje zabezpieczeń dla pakietu Office 97 zakończono 16 stycznia 2004 r. Obsługa poprawek dla Office 97 zakończyła się 31 sierpnia 2001 r. Rozszerzone wsparcie zakończyło się 28 lutego 2002 r.
Dodatek „Wielkanocne jaja”, był w 2 aplikacjach: Microsoft Word 97 zawierał ukrytą grę Pinball, a Microsoft Excel – ukryty Symulator lotu.

## Edycje
Microsoft Office 97 został wydany w pięciu edycjach:
| Program                             | Standard | Professional | Small Business | Small Business Edition 2.0 | Developer Edition |
| ----------------------------------- | -------- | ------------ | -------------- | -------------------------- | ----------------- |
| Word 97                             | Tak      | Tak          | Tak            | Tak                        | Tak               |
| Excel 97                            | Tak      | Tak          | Tak            | Tak                        | Tak               |
| Outlook 97                          | Tak      | Tak          | Tak            | Tak                        | Tak               |
| PowerPoint 97                       | Tak      | Tak          | Nie            | Nie                        | Tak               |
| Access 97                           | Nie      | Tak          | Nie            | Nie                        | Tak               |
| Bookshelf Basics                    | Nie      | Tak          | Nie            | Nie                        | Tak               |
| Developer Tools and SDK             | Nie      | Nie          | Nie            | Nie                        | Tak               |
| Publisher 97                        | Nie      | Nie          | Tak            | Nie                        | Nie               |
| Small Business Financial Manager 97 | Nie      | Nie          | Tak            | Nie                        | Nie               |
| Automap Streets Plus 1997           | Nie      | Nie          | Tak            | Nie                        | Nie               |
| Publisher 98                        | Nie      | Nie          | Nie            | Tak                        | Nie               |
| Small Business Financial Manager 98 | Nie      | Nie          | Nie            | Tak                        | Nie               |
| Direct Mail Manager                 | Nie      | Nie          | Nie            | Tak                        | Nie               |
| Expedia Streets 98                  | Nie      | Nie          | Nie            | Tak                        | Nie               |

## Dodatkowe komponenty
Niektóre programy zostały oznaczone marką Office 97, ale nie dodano ich do żadnej edycji:
- Microsoft FrontPage 97
- Microsoft FrontPage 98
- Microsoft Project 98
- Microsoft Team Manager 97.